# Aškadar
Aškadar (rus. Ашкад́ар, bašk.: Ашkаҙар) je rijeka na južnom Uralu, lijevi pritok rijeke Belaje.

## Opis
Izvire 2,2 km zapadno od sela Ižbuljak Fedorovskog rajona Republike Baškirije, zatim teče kroz Meleuzovski i Sterlitamakski rajon. Utječe u rijeku Belaju u blizini grada Sterlitamaka.
Dužina rijeke – 165 km. Ukupni pad od izvora do ušća – 271 m, površina porječja – 3780 km², prosječna visina – 253 m.
Gornji dio porječja nalazi se unutar Bugulminsko-Belebejevskog gorja, gdje su listopadne šume javora, hrasta i lipe. Donji dio porječja rijeke Aškadar je niska ravnica s černozemom i stepskom vegetacijom. Šumovitost porječja – 5 %, oranice – 70 %. Podrijetlo vode rijeke Aškadar je uglavnom od snježnih oborina. Prosječni godišnji istjek na ušću – 16,7 m³/s.
Veći pritoci: Suhaijlja – desne, M. Balıklı, Kundrjak, Sterlja – lijeve.